# All Those Years Ago
All Those Years Ago è una canzone composta da George Harrison nel 1980, inizialmente destinata al collega Ringo Starr che la rifiutò a causa del registro troppo estremo in altezza.
Successivamente, in seguito alla morte di John Lennon fu modificato il testo e dedicata alla memoria dell'ex compagno.
Alla realizzazione del pezzo collaborarono gli altri Beatles superstiti (Paul McCartney e Ringo Starr); si tratta della prima canzone eseguita dai tre Beatles superstiti dopo lo scioglimento del complesso.